# 忒伊亚山
忒伊亚山（英語：Theia Mons）是金星上一座大型盾状火山，它的名称源自希腊神话中的女泰坦忒伊亚。

## 特徵
位置: 贝塔区

高度: 约20000英尺

类型: 盾状火山

状态: 死火山

近期喷发时间:

早期喷发时间:

熔岩材质:

火山特征: 破火山口